# جزیره موشچنی
جزیره موشچنی (انگلیسی: Moshchny Island) یک جزیره در استان لنینگراد کشور روسیه است.